# Walter van Brugge
Walter van Brugge of, in het Latijn, Gualterhus Brughensis (Zande, 1225 – Poitiers, 21 januari 1307), ook bekend als Walter van Zande, was een franciscaan en bisschop van Poitiers.

## Levensloop
Walter was amper vijftien, toen hij in 1240 binnentrad bij de franciscanen in Brugge in het graafschap Vlaanderen). Hij studeerde theologie aan de Sorbonne-universiteit in Parijs en werd een leerling van de heilige Bonaventura uit Bagnorea. Bonaventura was doctor in de theologie, prefect van het studiehuis van de franciscanen in Parijs en bovendien generaal-overste van alle franciscanen. Walter promoveerde tot magister regens of doctor in de godgeleerdheid. Hij werd docent theologie aan de Parijse universiteit. 
Van 1267 tot 1269 was hij er leraar en werd ook een gevierd predikant. In 1269 werd hij provinciaal overste van de Franse franciscanen. 
In 1279 werd hij, tegen zijn zin, benoemd tot bisschop van Poitiers. Als bisschop moest hij op zeker ogenblik terugtreden, want hij was geëxcommuniceerd. Een van de geschriften van Walter had paus Clemens V ontstemd, met als gevolg dat hij werd geëxcommuniceerd. Clemens V was de eerste paus die in Avignon verbleef. Walter bekwam ontslag in 1305 en werd opgevolgd door Arnaud d'Aux, later kardinaal d'Aux.
Hij bracht zijn laatste levensjaren door in meditatie en gebed en werd in de minderbroederkerk van Poitiers begraven. 
Aanvankelijk werd hij in niet-gewijde grond begraven. In zijn hand klemde hij een verzoekschrift vast waarin hij de paus smeekte om Gods oordeel over zijn situatie. Volgens de verhalen in Poitiers reisde Clemens V van Avignon naar Poitiers. De paus stelde vast dat niemand in staat was het verzoekschrift uit de handen van de overledene te trekken. De paus liet Walter daarom herbegraven in gewijde grond.

## Werken
In zijn theologische publicaties steunde Walter volop het ideeëngoed van zijn leermeester Bonaventura en hiermee van Augustinus van Hippo. Vandaag zijn de volgende werken bekend van zijn hand, alle in het Latijn geschreven:
- Sermones. Een van zijn sermoenen moet paus Clemens V ontstemd hebben. [4]
- Instructiones circa divinum officium
- Tabula originalium
- Lectura super Peryermienis
- Super libros primus, secundus et quattor sententiarum
- Questiones disputatae